# アングロイースタン
アングロイースタン（Anglo-Eastern）は、香港に登記されている貨物船、コンテナ船、タンカーなどの運航管理会社。毎年1000隻以上の運航を管理する。2015年8月に香港のユニバン（Univan）と合併。
世界20箇所以上に営業所を持ち、中国やインド、フィリピンなどの低賃金労働国の船員を雇い下請けの運航を行なっている。27000人の労働者を雇用する。インドにはアングロイースタンの船員養成学校を保有している。